# 5648 Axius
Az 5648 Axius (ideiglenes jelölés 1990 VU1) egy kisbolygó a Naprendszerben. Endate és Watanabe fedezte fel 1990. november 11-én.